# Šeherezada
Šeherezada je književna oseba, ki povezuje okvirno pripoved v zbirki zgodb Tisoč in ena noč.
S pripovedovanjem zgodb si podaljšuje svoje življenje. Sultan Šahrijar je namreč razočaran in besen zaradi ženske nezvestobe, zato dá vsako ženo po poročni noči ubiti. Vezirjeva hči Šeherezada si življenje podaljšuje tako, da Šahrijarju vsako noč pripoveduje zgodbe, pripoved pa proti jutru pretrga na najbolj napetem mestu, tako da ji sultan vsakič podari življenje še za eno noč. Po tisoč in eni noči Šahrijar ne more več brez nje in tudi njegova jeza se poleže. Tako si Šeherezada s svojimi zgodbami reši življenje in postane kraljica.